# Gerberga II
Gerberga van Gandersheim (ook Gerbirg of Gerburg) (rond 940 - Gandersheim, 13 of 14 november 1001) was de tweede dochter van de Beierse hertog Hendrik I en zijn echtgenote, Judith van Beieren. Zij was een nichtje van Otto I de Grote. Zij stamde uit de Beierse tak van de lijn Liudolfingische Ottonen.
Van 959 tot 1001 was zij abdis van de abdij van Gandersheim.